# الجبهة الشمالية الغربية (الإمبراطورية الروسية)

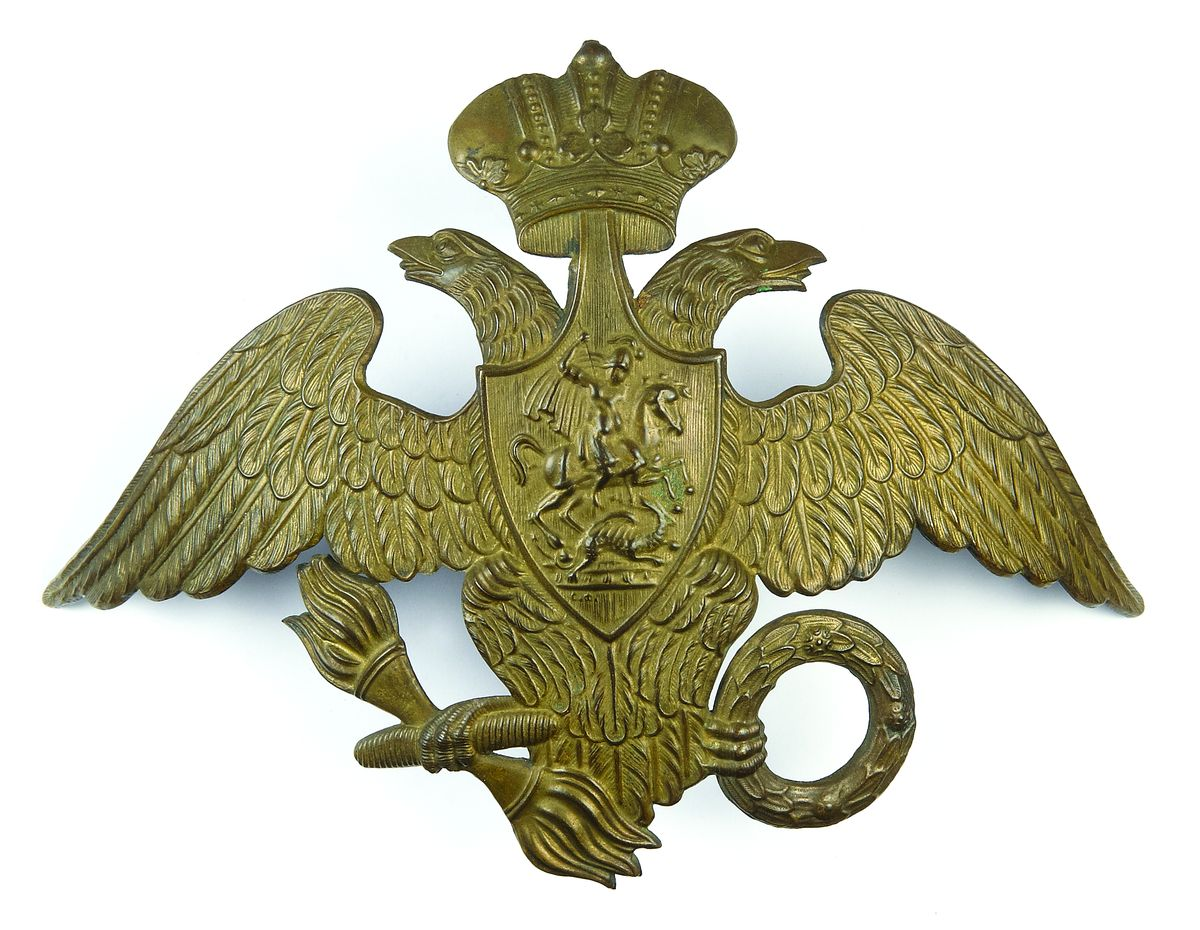

الجبهة الشمالية الغربية كانت تشكيلا عسكريا في الجيش الإمبراطوري الروسي خلال الحرب العالمية الأولى.
أنشئت في آب / أغسطس 1914. في آب / أغسطس 1915 تم تقسيمه إلى الجبهة الشمالية والجبهة الغربية.

## قادة الجبهة الشمالية الغربية
- 19.07.1914-03.09.1914—الجنرال ياكوف زيلينسكي
- 03.09.1914-17.03.1915—الجنرال نيكولاي روزسكي
- 17.03.1915-04.08.1915—الجنرال ميخائيل الكسييف